# Zabul
Zabul of Zābul (ook wel Zabol) is een van de 34 provincies van Afghanistan. De provincie ligt in het zuiden van het land en heeft als hoofdstad Qalat.
In de provincie lag de daadwerkelijke macht bij de taliban. Na de inval van de Verenigde Staten hadden zij in Zābul een eigen gouverneur aangesteld. Zābul was daarmee de enige provincie waarin daadwerkelijk een rivaliserend bestuur tegenover het centrale bestuur in Kābul aangesteld was.
Badakhshān · Bādghīs · Baghlān · Balkh · Bāmyān · Dāykundī · Farāh · Fāryāb · Ghaznī · Ghōr · Helmand · Herāt · Jowzjān · Kābul · Kandahār · Kāpīsā · Khōst · Kunar · Kunduz · Laghmān · Lōgar · Nangarhār · Nīmrōz · Nūristān · Paktiyā · Paktīkā · Panjshayr · Parwān · Samangān · Sar-e Pul · Takhār · Uruzgān · Wardak · Zābul